# Instituto Nacional Sanmartiniano

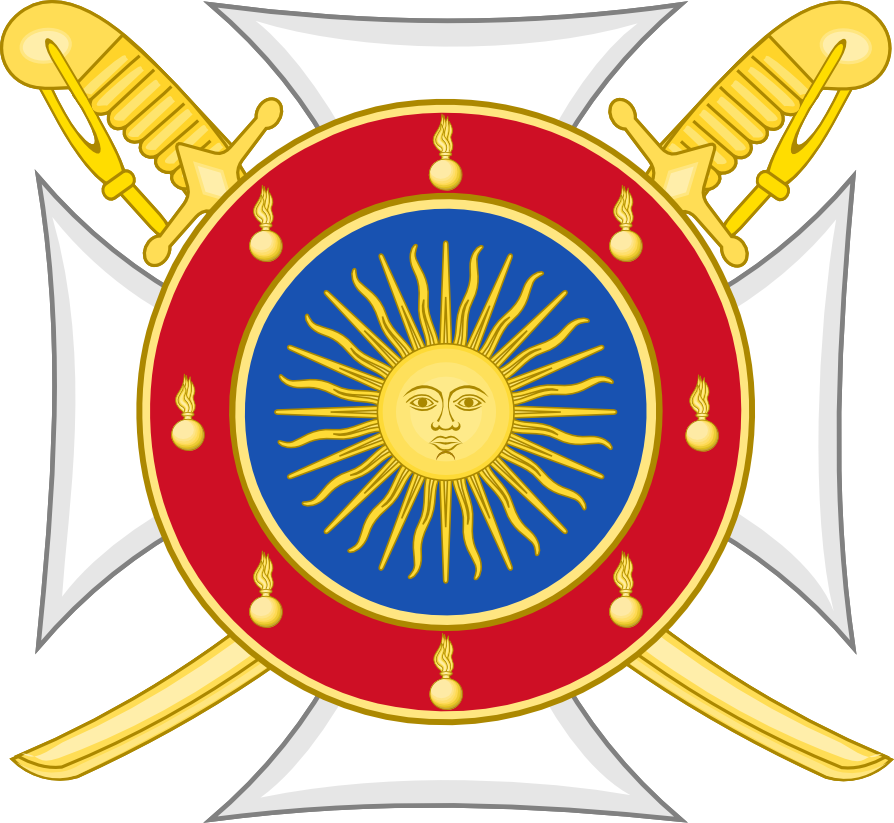
Emblema del Instituto Nacional Sanmartiniano.

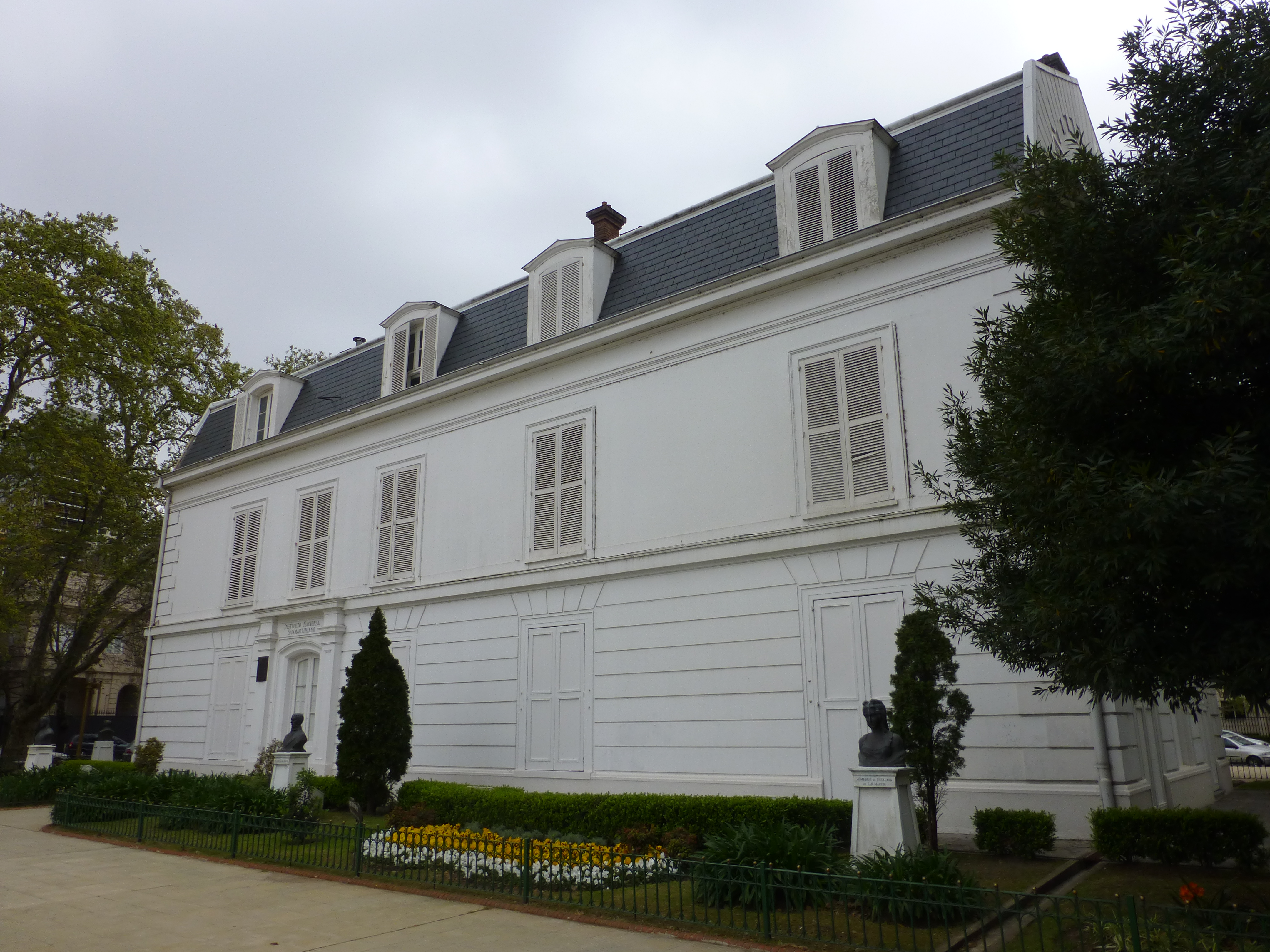
Vista del edificio. Se trata de una réplica de la casa de Le Grand-Bourg.

El Instituto Nacional Sanmartiniano es un instituto de investigaciones históricas dependiente de la Secretaría de Cultura de la Argentina, ubicado en la Casa Grand Bourg en la ciudad de Buenos Aires, en el barrio de Palermo, dedicada al legado del general José de San Martín, el libertador de Argentina, Chile y Perú. Su actual Presidente es Claudio Fernando Morales Gorleri.

## Historia
El Instituto Nacional Sanmartiniano fue fundado el 5 de abril de 1933, por un miembro de la Asociación de Oficiales Militares, José Pacífico Otero. Otero era un apasionado de la vida de José de San Martín y anhelaba crear un grupo de estudiosos de la figura del general argentino para difundir su obra en todo el territorio nacional y transversal a todos los sectores sociales, además de que no quería que sus investigaciones propias cayeran en el olvido. Bajo su iniciativa nace el instituto, inicialmente como una asociación civil. Sus miembros fundadores eligen la fecha de la constitución del mismo para que coincida con el 115.º aniversario de la Batalla de Maipú. 
Inicialmente su sede fue dentro del Círculo Militar, club social de camaradería de la oficialidad del Ejército Argentino, cuan aún tenía su sede sobre la calle Florida 770 en Buenos Aires. Otero se constituyó en su primer presidente desde entonces hasta su muerte en 1937. Su viuda, Manuela Stegmann, continuó la tarea de su marido e invirtió todos sus ahorros en la construcción de una nueva sede para el instituto. Fue entonces que la Municipalidad de Buenos Aires donó un terreno baldío en la zona conocida como Palermo Chico y comenzó allí la construcción de la sede inspirada en la residencia en la que San Martín vivió durante su exilio en Le Grand-Bourg, entre 1834 y 1848, bajo la dirección del arquitecto Julio Salas en 1941. La construcción fue formalmente inaugurada el 11 de agosto de 1946, con la presencia del entonces presidente Juan Domingo Perón. A partir de entonces, el Estado argentino decidió financiar la asociación e integrarlo como organismo público para financiarlo.
Frente a la residencia se instaló una escultura que muestra ya a un San Martín anciano, junto con sus nietas, «El abuelo inmortal», obra del escultor Ángel Ibarra García. La obra busca reflejar los últimos años de vida del prócer argentino, cuando se alejó de la carrera militar, empobrecido, y se dedicó a actividades sencillas y a la redacción de cartas y conversaciones en quienes tuvieran interés en su vida.

## Presidentes
| N  | Presidente                    | Período    |
| -- | ----------------------------- | ---------- |
| 1  | José Pacífico Otero           | 1933–1937  |
| 2  | Juan Esteban Vacarezza        | 1937–1941  |
| 3  | Laurentino Olascoaga          | 1941–1944  |
| 4  | Bartolomé Descalzo            | 1945–1960  |
| 5  | José María Castiñeira de Dios | 1950–1952  |
| 6  | Jacinto Yaben                 | 1952–1955  |
| 7  | Ernesto Florit                | 1957–1965  |
| 8  | Carlos Salas                  | 1967–1970  |
| 9  | Joaquín Aguilar Pinedo        | 1977–1983  |
| 10 | Manuel Laprida                | 1984–1989  |
| 11 | Tomas Sánchez de Bustamante   | 1989–1991  |
| 12 | Diego Soria                   | 1992–2012  |
| 13 | Eduardo García Caffi          | 2012–2024  |
| 14 | Claudio Morales Gorleri       | desde 2024 |